# Arsy
Arsy är en kommun i departementet Oise i regionen Hauts-de-France i norra Frankrike. Kommunen ligger i kantonen Estrées-Saint-Denis som tillhör arrondissementet Compiègne. År 2022 hade Arsy 817 invånare.

## Befolkningsutveckling
Antalet invånare i kommunen Arsy
| Referens: INSEE |